# Кореети
Кореети (груз. კორეეთი) — село в Грузии, на территории Ткибульского муниципалитета края (мхаре) Имеретия.

## География
Село находится в западной части Грузии, к востоку от реки Чала (правый приток реки Цкалцителы), на расстоянии приблизительно 10 километров (по прямой) к западу от города Ткибули, административного центра муниципалитета. Абсолютная высота — 545 метров над уровнем моря.

## Население
По результатам официальной переписи населения 2014 года, в Кореети проживало 7 человек (2 мужчины и 5 женщин). В национальной структуре населения грузины составляли 100 %.
| Год  | Население, человек |
| ---- | ------------------ |
| 2002 | 17                 |
| 2014 | ↘ 7                |